# Джеймі Кінг
Дже́ймі Ба́рбара Кінг (англ. Jaime Barbara King; нар. 23 квітня 1979, Омаха, штат Небраска) — американська телевізійна та кіноакторка, фотомодель. Відома ролями в трилері «Місто гріхів», комедії «Гуртом дешевше 2», серіалах «Секрети на кухні» та «Зої Гарт із південного штату». Як модель та на початку акторської кар'єри (до 2002 року) користувалася псевдонімом Джеймс Кінг.

## Рання життя
Народилася 23 квітня 1979 року в місті Омаха, штат Небраска, США, у сім'ї Ненсі та Роберта Кінгів. У неї є старша сестра Сенді і два брати — молодший Роббі та старший Беррі. Джеймі названа на честь персонажа акторки Ліндсі Вагнер — Джеймі Соммерс із телешоу 1970-х «Біонічна жінка». Проте на початку модельної кар'єри батьки вигадали для дівчини псевдо Джеймс, адже в агентстві вже працювала її тезко Джеймі Рішар.

## Кар'єра

### Кінокар'єра
Першою роллю в кіно стала роль Пиксел у фільмі «Літні забави» (2001), що розповідає про компанію підлітків у літньому таборі. У титрах була вказана як Джеймс Кінг. Потім послідувала роль у культовому американському фільмі «Кокаїн», головні ролі в якому виконали Джонні Депп і Пенелопа Крус. Також 2001 року в прокат вийшов оскароносний фільм Майкла Бея «Перл-Гарбор», де Джеймі зіграла невелику роль медсестри Бетті Баєр.

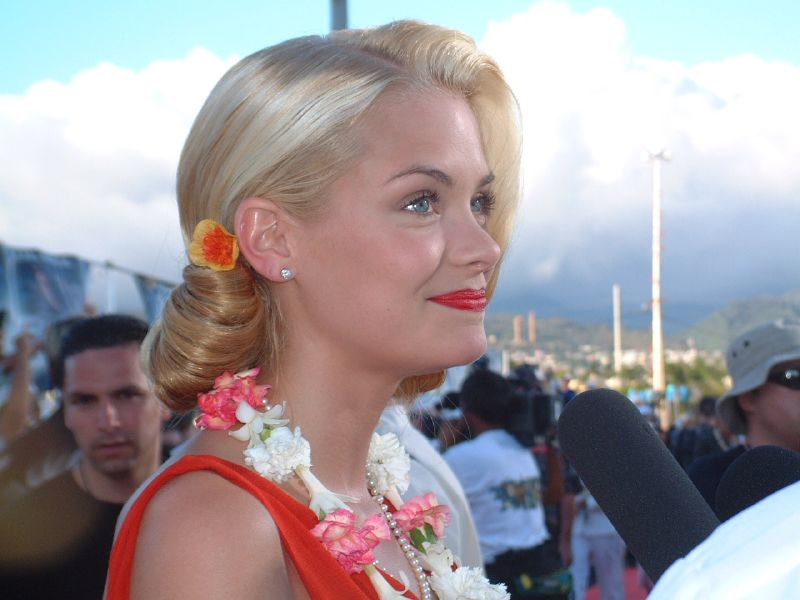
у бухті Перл-Гарбор на острові Оаху, 2001

У 2004 році знялася в основній ролі Гезер Вандергельд у фільмі «Білі ціпоньки» з братами-коміками Шоном і Марлоном Веянсами. У 2005 році Джеймі зіграла в «Місті гріхів», кіноадаптації однойменної графічної новели Френка Міллера: їй поряд із Міккі Рурком дісталася головна роль у новелі «Важке прощання», де Кінг зіграла сестер-близнючок Голді і Венді. Фільм мав величезний успіх, зібравши понад $158 млн доларів (при бюджеті в 40 мільйонів) і отримавши технічний гран-прі на Каннському кінофестивалі 2005 року. Того ж року виходять ще два фільми за участю Джеймі: «Гроші на двох» (її партнерами по знімальному майданчику стали Аль Пачино і Меттью Мак-Конагей) та «Гуртом дешевше 2», де вона зіграла Енні, одну із численного сімейства Мерто.
Попри участь у 2006 році одразу в шести проєктах, більшість із них не були масовими, а популярними стали лише трагікомедія «Алібі» та серіал «Секрети на кухні» 2005 року.
У 2008 році Джеймі Кінг знову працювала з Френком Міллером — вона зіграла ангела смерті, сирену Лорелей Рокс у фільмі «Месник». У 2009 році виходить горор «Мій кривавий Валентин» із Дженсеном Еклзом, де Кінг виконала роль Сари Палмер. У тому ж році вийшов фільм Кайл Ньюман «Фанати», який розповідає про п'ятьох фанів культової саги Джорджа Лукаса «Зоряні війни». У титрах прізвище Джеймі вказане як Кінг-Ньюман — вона та Кайл Ньюман були одружені у 2007—2020 роках.
У 2014 році вийшов сиквел «Міста гріхів» — Жінка, заради якої варто вбивати, в якому Джеймі знову зіграла близнят Голді і Венді. У 2015 виконала роль Аналітика Найт у провальному фільмі «Особливо небезпечна».
У 2018 році Кінг з'явилась у фільмі «Вісім подруг Оушена» в ролі самої себе та зіграла одну з основних ролей, Ебігейл Росс, у другій та третій частинах фільму «План втечі».
| Рік  | Назва                                            | Оригінальна назва            | Роль               | Примітки      |
| ---- | ------------------------------------------------ | ---------------------------- | ------------------ | ------------- |
|      |                                                  | Out of Death                 |                    | анонсовано    |
|      |                                                  | How to Cook Your Daughter    | Джессіка           | передпродакшн |
| 2019 |                                                  | Ice Cream in the Cupboard    | Д-р Гізель Коен    |               |
| 2019 | План втечі 3                                     | Escape Plan: The Extractors  | Ебігейл Росс       |               |
| 2018 | План втечі 2                                     | Escape Plan 2: Hades         | Ебігейл Росс       |               |
| 2018 | Вісім подруг Оушена                              | Ocean's Eight                | Джеймі Кінг        |               |
| 2017 |                                                  | Room 303                     | модель             | короткий      |
| 2017 |                                                  | Bitch                        | Бет                |               |
| 2015 | Особливо небезпечна                              | Barely Lethal                | Аналітик Найт      |               |
| 2014 | Місто гріхів 2: Жінка, заради якої варто вбивати | Sin City: A Dame to Kill For | Голді / Венді      |               |
| 2013 |                                                  | The Pardon                   | Тоні Джо Генрі     |               |
| 2012 |                                                  | Silent Night                 | Одрі Бредімор      |               |
| 2012 | Червоні хвости                                   | Red Tails                    | Екзіс Мері (голос) |               |
| 2010 | День матері                                      | Mother's Day                 | Бет Суелі          |               |
| 2010 |                                                  | A Fork in the Road           | Ейпріл Роджерс     |               |
| 2010 | В очікуванні вічності                            | Waiting for Forever          | Сьюзен Доннер      |               |
| 2009 | Фанати                                           | Fanboys                      | Ембер              |               |
| 2009 | Мій кривавий Валентин                            | My Bloody Valentine 3D       | Сара Палмер        |               |
| 2008 | Месник                                           | The Spirit                   | Лорелей Рокс       |               |
| 2007 | Очікування                                       | They Wait                    | Сара               |               |
| 2006 |                                                  | True True Lie                | Неталі             |               |
| 2006 | Мандрівник                                       | The Tripper                  | Саманта            |               |
| 2006 | Алібі                                            | The Alibi                    | Гетер Прайс        |               |
| 2005 | Гуртом дешевше 2                                 | Cheaper by the Dozen 2       | Анна Мерто         |               |
| 2005 | Гроші на двох                                    | Two For The Money            | Александрія        |               |
| 2005 | Місто гріхів                                     | Sin City                     | Голді / Венді      |               |
| 2005 |                                                  | Pretty Persuasion            | Кеті Джойс         |               |
| 2004 | Білі ціпоньки                                    | White Chicks                 | Гетер Вандергельд  |               |
| 2003 | Куленепробивний чернець                          | Bulletproof Monk             | Джейд              |               |
| 2002 | Чотири обличчя Бога                              | Four Faces of God            | Сем                | короткий      |
| 2002 | Штат самотньої зірки                             | Lone Star State of Mind      | Бейбі              |               |
| 2002 | Чуваки                                           | Slackers                     | Анджела Петтон     |               |
| 2001 | Перл-Гарбор                                      | Pearl Harbor                 | Бетті              |               |
| 2001 | Кокаїн                                           | Blow                         | Крістіна Джанг     |               |
| 2001 | Літні забави                                     | Happy Campers                | Піксель            |               |

Джеймі спробувала себе як режисерка, знявши у 2011—2012 роках короткометражки «The Break In» та «Latch Key» (була також сценаристом та продюсером).

### Кар'єра на телебаченні
Джеймі знімається в різного роду телевізійних проєктах та часто бере участь у ток-шоу як запрошена зірка.
Однією з перших її ролей в телепостановці стала роль 2005 року в одному епізоді серіалу «Чужа сім'я». Потім вона грала Таню в усіх 13 епізодах серіалу «Секрети на кухні» (2005), де її партнером став Бредлі Купер.
У 2011—2015 роках виконувала одну з основних ролей популярного телесеріалу «Зої Гарт із південного штату» — Леймон Бріленд.
Крім того, Кінг стала співведучою реаліті-шоу «Королеви крику». У 2009 році глядачі американського каналу MTV змогли побачити другий сезон проєкту «Королеви крику», в якому Джеймі виступала одночасно як ведуча і вчителька акторської майстерності нарівні з Джоном Хомою. Суть проєкту полягає в тому, щоб вибрати одну з десяти акторок-початківців на роль у фільмі жахів.
Крім того, у 2009—2014 роках Кінг періодично озвучувала різних персонажів у популярному мультсеріалі «Зоряні війни: Війни клонів».
У 2019 році на Netflix вийшов приквел серіалу Нація Z — зомбі-апокаліптичне «Чорне літо», де Джеймі зіграла головну роль.
| Рік       | Назва                        | Оригінальна назва                        | Роль                                       | Примітки                    |
| --------- | ---------------------------- | ---------------------------------------- | ------------------------------------------ | --------------------------- |
| 2019—2020 | Чорне літо                   | Black Summer                             | Роуз                                       | телесеріал                  |
| 2018      | Трансформери: Сила Праймів   | Transformers: Power of the Primes        | Солус Прайм (голос)                        | анімаційний мінісеріал      |
| 2016      |                              | Attention Deficit Theater                |                                            | телефільм                   |
| 2016      | Обітниця під омелою          | The Mistletoe Promise                    | Еліза Доннер                               | телефільм                   |
| 2016      | Робоцип                      | Robot Chicken                            | Шані, Аніта Редкліфф, Клео де Ніл (голоси) | мультсеріал (1 епізод)      |
| 2011—2015 | Зої Гарт із південного штату | Hart of Dixie                            | Леймон Бріленд                             | телесеріал (76 епізодів)    |
| 2014      |                              | Love Advent                              | Джеймі Кінг                                | телесеріал (1 епізод)       |
| 2014      |                              | Comedy Bang! Bang!                       | Шейла Лінтер                               | телесеріал (1 епізод)       |
| 2009—2014 | Зоряні війни: Війни клонів   | Star Wars: Clone Wars                    | Різні персонажі (голоси)                   | мультсеріал (9 епізодів)    |
| 2012      |                              | House Husbands                           | Танцівниця на пілоні                       | телесеріал (1 епізод)       |
| 2011      |                              | Love Bites                               | Аманда                                     | телесеріал (1 епізод)       |
| 2010      |                              | My Generation                            | Джекі Веш                                  | телесеріал (5 епізодів)     |
| 2010      |                              | Spartacus: Blood and Sand — Motion Comic | Елісса (голос)                             | мультсеріал (1 епізод)      |
| 2009      |                              | Tit for Tat                              | Джеймі                                     | телесеріал (1 епізод)       |
| 2008—2009 |                              | Gary Unmarried                           | Ванесса Флуд                               | телесеріал (11/13 епізодів) |
| 2006—2007 | Клас                         | The Class                                | Палмер                                     | телесеріал (6 епізодів)     |
| 2005—2006 | Секрети на кухні             | Kitchen Confidential                     | Таня                                       | телесеріал (13 епізодів)    |
| 2006      |                              | Worst Week of My Life                    | Пейдж                                      | телесеріал (1 епізод)       |
| 2005      | Чужа сім'я                   | The O.C.                                 | Мері-Сью                                   | телесеріал (1 епізод)       |
| 2004      |                              | Harry Green and Eugene                   | Анна-Марі                                  | телесеріал                  |

### Музичні відеокліпи
Окрім кіно і телебачення, Кінг знімається у відеокліпах популярних музикантів та гуртів: Роббі Вільямс (2003), «The Fray» (2009); у 2012 році вийшов кліп Лани Дель Рей на пісню «Summertime Sadness», де головні ролі виконують сама співачка і Джеймі Кінг, режисером кліпу став Кайл Ньюман; того ж року Кінг взяла участь у проєкті Деніела Спінка «The Carlton Dance», в якому понад 30 знаменитостей виконали знаменитий танок.
| Рік  | Виконавець    | Назва кліпу        | Роль   |
| ---- | ------------- | ------------------ | ------ |
| 2012 | Лана Дель Рей | Summertime Sadness |        |
| 2012 |               | The Carlton Dance  | Джеймі |
| 2009 | The Fray      | Never Say Never    | жінка  |
| 2003 | Роббі Вільямс | Sexed Up           |        |

### Модельна кар'єра
Джеймі розпочала кар'єру моделі в підлітковому віці. У 14 років вона відвідувала студію Ненсі Баундс, а потім була запрошена до Нью-Йорка, аби почати професійну кар'єру.
У 15 років вона вже публікувалася у відомих модних журналах, серед яких були американський «Vogue» та молодіжний журнал «Seventeen». Наступного року світлини моделі опублікували престижні журнали «Glamour» і «Harper's Bazaar».
Наприкінці 1990-х Кінг уже була відомою моделлю, але репутація дівчини була зіпсована чутками про вживання наркотиків. Відновити імідж допоміг вдалий початок акторської кар'єри.
Джеймі була обличчям компанії Revlon, а 2004 року стала представницею рекламної кампанії цього бренду разом з акторками Геллі Беррі, Джуліанною Мур і Євою Мендес. Окрім Revlon, Джеймі Кінг представляла знамениті дома моди «Christian Dior» і «Chanel» та брала участь в їхніх показах. Також Кінг була учасницею модних шоу компанії «Victoria's Secret».

## Нагороди та номінації
| Рік  | Нагорода                           | Організація                               | Номінація                                                         | Робота                            | Результат |
| ---- | ---------------------------------- | ----------------------------------------- | ----------------------------------------------------------------- | --------------------------------- | --------- |
| 2015 | BTVA Television Voice Acting Award | Behind the Voice Actors Awards            | Найкращий вокал в телесеріалі — гостьова акторка бойовика / драми | Зоряні війни: Війни клонів (2008) | Номінація |
| 2009 | Scream Award                       | Scream Awards                             | Найкраща акторка горору                                           | Мій кривавий Валентин (2009)      | Номінація |
| 2006 | Critics Choice Award               | Broadcast Film Critics Association Awards | Найкращий акторський склад                                        | Місто гріхів (2005)               | Номінація |
| 2006 | Gold Derby Award                   | Gold Derby Awards                         | Акторський склад                                                  | Місто гріхів (2005)               | Номінація |
| 2003 | DVD Premiere Award                 | DVD Exclusive Awards                      | Найкраща акторка                                                  | Літні забави (2001)               | Номінація |
| 2001 | Young Hollywood Award              | Young Hollywood Awards                    | Нова ікона стилю                                                  |                                   | Перемога  |

## Особисте життя
На початку модельної кар'єри, у віці 14—19 років, Кінг була героїновою наркоманкою. Її бойфренд, 20-річний модний фотограф Давіде Сорренті, помер у 1997 році від хвороби нирок, спричиненою надмірним вживанням героїну. Після цього Джеймі публічно звинуватили в наркоманії, вона пройшла лікування від залежності та реабілітацію.
У 21-річному віці недовго зустрічалася зі співаком Кідом Роком.
У січні 2005 року, працюючи на знімальному майданчику «Фанатів», познайомилася з майбутнім чоловіком Кайлом Ньюманом, режисером фільму. Через три місяці пара почала жити разом. Навесні 2007 року Ньюман і Кінг заручилися, а 23 листопада одружилися в особняку Грістоун у Лос-Анджелесі.
Джеймі взяла подвійне прізвище Кінг-Ньюман та заявила, що хоче трьох дітей. Їхній первісток Джеймс Найт народився 6 жовтня 2013 року. Актори Тофер Грейс і Джессіка Альба стали хрещеними батьками.
У 2014 році стало відомо про захворювання яєчників Джеймі, викидені та діагностоване безпліддя. Акторка пройшла курс лікування, п'ять курсів ЕКО і 26 спроб штучного запліднення, та наступного року оголосила про вагітність. Другий син Кінгів-Ньюманів, Лео Темз, народився 16 липня. Хрещеною матір'ю хлопчика стала Тейлор Свіфт.
18 травня 2020 року, після 13 років шлюбу, Джеймі Кінг подала на розлучення; окрім цього вона подала клопотання про запобігання домашньому насильству та отримала тимчасовий обмежувальний наказ проти Ньюмена.

### Цікаві факти
Зріст Джеймі — 175 см.
Джеймі стала першою актрисою, офіційно затвердженої на роль в «Місто гріхів». Крім того, вона першою з інших претенденток пробувалася на цю роль. Сцени з Джеймі в «Місті гріхів» були відзняті за все за півтора дня.
У актриси понад п'ятнадцять татуювань: по одному на зап'ястях, на шиї, внизу спини і внизу живота, два — вгорі спини, три — на фалангах пальців, одне — уздовж великого пальця руки, одне — уздовж грудної клітки справа, одне — за вухом, два — на передпліччях, одне — на руці, а також напис на ступні. Одне з татуювань — це напис «King».
Кінг в екаунті твіттера викладає фото і відео зі свого життя, часто світлини будинку і фрагменти серіалів, ділиться фотографіями різних публікацій (іноді власних) в журналах. Серед картинок часто з'являються і фото собак Джеймі.
Джеймі дружить зі співачками Ланою Дель Рей, Тейлор Свіфт, Еммою Робертс та Гейлі Вільямс.